# Emoia bismarckensis
Emoia bismarckensis — вид сцинкоподібних ящірок родини сцинкових (Scincidae). Ендемік Папуа Нової Гвінеї.

## Поширення і екологія
Emoia bismarckensis мешкають на півдні острова Нова Ірландія та на північному сході острова Нова Британія в архіпелазі Бісмарка. Вони живуть в підстилці вологих рівнинних і гірських тропічних лісах, на сонячних галявинах. Зустрічаються на висоті від 300 до 1100 м над рівнем моря.